# Chris Lawrence
Christopher J. Lawrence (27 de julho de 1933 – 13 de agosto de 2011) foi um ex-automobilista britânico nascido na Inglaterra que participou dos Grandes Prêmios da Inglaterra e da Alemanha de 1966 de Fórmula 1.